# Chu Chia-ling
Chu Chia-ling (* 11. Januar 1991) ist eine taiwanische Siebenkämpferin.

## Sportliche Laufbahn
Erste internationale Erfahrungen sammelte Chu Chia-ling bei den Asienmeisterschaften 2009 in Guangzhou, bei denen sie mit 4926 Punkten den vierten Platz belegte. Anschließend belegte sie bei den Hallenasienspielen in Hanoi mit Landesrekord von 3676 Punkten den vierten Platz im Hallenfünfkampf. Im Jahr darauf siegte sie bei den Juniorenasienmeisterschaften in Hanoi mit 4848 Punkten. 2011 wurde sie mit 5124 Punkten Fünfte bei den Asienmeisterschaften in Kōbe und 2012 bei den Hallenasienmeisterschaften in Hangzhou mit 3586 Punkten Vierte. 2013 nahm sie erneut an den Asienmeisterschaften im indischen Pune teil und erreichte dort mit 4956 Punkten Rang acht, wie auch bei den Hallenasienmeisterschaften in Hangzhou im darauffolgenden Jahr. Im Oktober 2014 nahm sie erstmals an den Asienspielen im Incheon teil und wurde dort mit 4834 Punkten Zehnte.
2015 kam sie bei den Asienmeisterschaften in Wuhan mit 4975 Punkten auf den neunten Platz und 2017 wurde sie bei der Sommer-Universiade in Taipeh mit 5224 Punkten Siebte. 2018 nahm erneut an den Asienspielen in Jakarta teil und belegte dort mit 5437 Punkten Platz acht. Im Jahr darauf erreichte sie bei den Asienmeisterschaften in Doha mit 5347 Punkten den siebten Platz.
2010 wurde Chu Taiwanesische Meisterin im Siebenkampf. Sie ist Absolventin an der National Taiwan Sport University.

## Persönliche Bestleistungen
- Siebenkampf: 5519 Punkte, 21. Mai 2014 in Yunlin
  - Fünfkampf (Halle): 3676 Punkte, 31. Oktober 2009 in Hanoi (Taiwanischer Rekord)